# Wuppertaler Sportstätten
Die Liste der Sportstätten in Wuppertal enthält Hallen- und Freibäder sowie Sportanlagen der Stadt Wuppertal sowie weitere Sportstätten, die nicht städtisch sind.
Die Stadt unterhält 733 Sportstätten, die bekannteste ist das Stadion am Zoo. Das 1924 eröffnete Stadion ist das Heimstation des Viertligisten Wuppertaler SV und fasst rund 23.000 Zuschauer. Der hochkarätige Hallensport nutzt die Bayer-Sporthalle (vereinseigene Halle) sowie die Uni-Halle. Der Bundesligist RSC Cronenberg ist in der Alfred-Henckels-Halle zu Hause.
Das Durchschnittsalter einer Wuppertaler Sporthalle beträgt 51 Jahre. Denkmalgeschützt ist neben dem Stadion am Zoo und seinen Bauten die Turnhalle Am Hedtberg, die Turnhalle Neue Friedrichstraße, Turnhalle Helmholtzstraße und die Turnhalle in der Eichenstraße. Neben dem noch genutzten Stadtbad Elberfeld sind auch die ehemaligen Stadtbäder Kleine Flurstraße und Auf der Bleiche als Baudenkmal anerkannt, letztgenannte Gebäude werden aber anderweitig genutzt.
Der Beyenburger Stausee wird von Kanusportvereinen als Kanu-Wettkampfstätte sowie zum Bergischen Drachenbootfestival genutzt.

## Bäder

### Städtische Bäder
| Name                                                       | Art                   | Erbaut | Anmerkung |
| ---------------------------------------------------------- | --------------------- | ------ | --- |
| Stadtbad Uellendahl                                        | städtisches Hallenbad | 1974   | |
| Stadtbad Elberfeld "Schwimmoper"                           | städtisches Hallenbad | 1957   | Wird seit Ende April 2008 bis voraussichtlich Ende 2009 für rund 19 Millionen Euro beim geschlossenen Betrieb umfangreich saniert.                                                         |
| Gartenhallenbad Cronenberg                                 | städtisches Hallenbad | 1983   | |
| Heinz-Hoffmann-Bad ehemals "Schwimmsport-Leistungszentrum" | städtisches Sportbad  | 1972   | Im Cronenberger Ortsteil Küllenhahn, nach einem verheerenden Brand im Jahr 1995 wurde es vier Jahre später wieder aufgebaut. Das Bad war von 1974 bis 2008 Bundesstützpunkt der Schwimmer. |
| Gartenhallenbad Langerfeld                                 | städtisches Hallenbad | 1981   | Die letzte größere Sanierung erfolgte 2005 für rund fünf Millionen Euro. |
| Freibad Mählersbeck                                        | städtisches Freibad   | 1920   | Wurde von 1955 bis 1958 erweitert |

### Private Bäder
| Name                | Art                                                | Erbaut  | Anmerkung |
| ------------------- | -------------------------------------------------- | ------- | --- |
| Hallenbad Buschland | Hallenbad der Bereitschaftspolizei                 |         | |
| Alfred-Panke-Bad    | Vereinseigenes Freibad der Wasserfreunde Wuppertal |         | |
| Freibad Neuenhof    | Vereinseigenes Freibad des SV Neuenhof             |         | |
| Bandwirkerbad       | ehemaliges städtisches Hallenbad in Ronsdorf       | 1967    | Seit 2011 durch einen Förderverein getragen. Im März 2016 wurde das 5-jährige Bestehen in privater Trägerschaft gefeiert.                                                                                              |
| Bürgerbad Vohwinkel | ehemaliges städtisches Hallenbad                   | 1972    | Seit 2012 durch einen Förderverein getragen, geschlossen 2012, abgerissen Juli 2013 |
| Freibad Mirke       | Ehemaliges städtisches Freibad                     | um 1900 | Die letzte größere Sanierung war im Jahr 1977 und bis 2012 wurde das Bad von der Stadt betrieben. Seitdem ist ein Förderverein tätig, der Kunst-, Kultur- und Sport-Events im Park und einem kleinen Pool organisiert. |
| Freibad Eckbusch    | Ehemaliges städtisches Freibad                     | 1930    | Seit 2012 durch einen Förderverein getragen |
| Freibad Vohwinkel   | Ehemaliges städtisches Freibad                     | 1906    | Seit 2012 durch einen Förderverein getragen. Die letzte größere Sanierung war im Jahr 1966. |

### Endgültig geschlossene Bäder
- Badeanstalt am Arrenberg
- Badeanstalt Auf der Bleiche
- Bad Bendahl
- Badeanstalt Brausenwerth
- Badeanstalt Höchsten
- Badeanstalt Porten (Vohwinkel)
- Freibad Hütterbusch, 2002 geschlossen[6]
- Badeanstalt Kleine Flurstraße
- Kurbad Friedrich-Engels-Allee
- Bergische Sonne (Freizeitbad)
- Bürgerbad Vohwinkel

## Mehrzweckhallen
- Mehrzweckhallen: Uni-Halle (städtisch), Bayer-Sporthalle (privat)

## Bezirkssportanlagen
- Bezirkssportanlagen: Am Freudenberg, Löhrerlen, Oberbergische Straße, Uellendahl

## Gymnastikhallen und -räume

### Gymnastikhallen
- Gymnastikhallen: Berhauser Straße, Collenbuschstraße, Eichenstraße, Germanenstraße, Goerdelerstraße, Helmholtzstraße, Höchsten, Hügelstraße, Kreuzstraße, Meyerstraße, Opphofer Straße, Scheidtstraße, Schleswiger Straße, Schöllerweg, Schützenstraße, Sedanstraße, Simonsstraße, Sternstraße, Südstraße, Tescher Straße

### Gymnastikräume
- Gymnastikräume: Eichenstraße, Emilienstraße, Friedhofstraße, Heckinghauser Straße, Hufschmiedstraße, Kampstraße, Kölner Straße, Kohlstraße, Küllenhahner Straße, Lentzestraße, Linde, Marper Schulweg, Melanchthonstraße, Schluchtstraße, Schusterstraße

## Kleinspielfelder und Bolzplätze

### Kleinfelder
- Kleinfelder: Am Hedtberg, Clausewitzstraße, Turnstraße, Uellendahl, Wichlinghausen

### Bolzplätze
- Bolzplätze: Clausenhof, Im Rehsiepen, Jugendherberge, Kreuzstraße, Ludgerweg, Melanchthonstraße, Schusterstraße, Stahlsberg, Wilhelmring

## Krafträume
- Krafträume: Stadion am Zoo, Sporthalle Heckinghausen, Turnhalle Normannenstraße, Sporthalle Ronsdorf, Turnhalle Sedanstraße, Sporthalle Unterbarmen, Sporthalle Wichlinghausen

## Rollsportanlagen

### Rollsportanlagen
- Rollsportanlagen: Alfred-Henckels-Halle, Am Hofe, Schönebecker Platz

### Inline-/ Skateboardanlagen
- Inline- und Skateboardanlagen: Am Kothen, Goetheplatz, Hardt, Im Rehsiepen, Klever Platz, Lippestraße, Mastweg, Nordpark, Schenkstraße

## Schulsport-Freianlagen
- Schulsport-Freianlagen: Am Kothen, Gesamtschule Ronsdorf, Schulzentrum Süd

## Sporthallen
- Sporthallen: Heckinghausen, Hesselnberg, Küllenhahn, Langerfeld, Ronsdorf, Unterbarmen, Vohwinkel, Wichlinghausen, Adlerbrücke, Gathe

## Sportplätze
- Sportplätze: Albertshöhe, Am Dönberg, Am Gelben Sprung, Aprather Weg, Clausewitzstraße, Dorner Weg, Eschenbeek, Friedrichsberg, Grundstraße, Hardenberg, Hauptstraße, Höfen, Kaiserhöhe, Linde, Lüntenbeck, Mallack I, Mallack II, Nocken, Opphof, Rauental, Rudolfstraße, Scheidtstraße, Schönebecker Platz, Schützenstraße, Sudberg, Waldkampfbahn (Ronsdorf), Waldkampfbahn (Vohwinkel), Widukindstraße, Wilkhausstraße

## Turnhallen
- Turnhallen: Am Dönberg, Am Hedtberg, Am Hofe, Bachstraße, Bayreuther Straße, Beyenburg, Birkenhöhe, Bundesallee (Aue), Cronenfelder Straße, Distelbeck, Echoer Straße, Elfenhang, Else-Lasker-Schüler-Straße, Ferdinand-Lassalle-Straße, Florian-Geyer-Straße, Frielinghausen, Haarhausen, Hammesberger Weg, Hardenberg, Haselrain, Heinrich-Böll-Straße, Hesselnberg, Hohenstein, Hubertusallee (Stadion am Zoo), Im Vogelsholz, In der Fleute, Kölner Straße, Königshöher Weg, Kohlstraße, Krühbusch, Kruppstraße, Küllenhahner Straße, -Schuhmacher-Straße, Kyffhäuser Straße, Liegnitzer Straße, Löhrerlen, Marienstraße, Matthäusstraße, Meininger Straße, Mercklinghausstraße, Nathrather Straße, Neue Friedrichstraße, Normannenstraße, Nützenberger Straße, Parlamentstraße, Peterstraße, Pfalzgrafenstraße, Platz der Republik, Radenberg, Reichsgrafenstraße, Reiterstraße, Röttgen, Rottsieper Höhe, Scheidtstraße, Schluchtstraße, Schlüssel, Schusterstraße, Sedanstraße, Siegelstraße, Siegesstraße, Sillerstraße, Thorner Straße, Wilkhausstraße, Yorckstraße, Ziegelstraße

## Ehemalige Sportanlagen
- Barmer Stadion
- Die ehemalige Bayer-Sporthalle/Bayer-Atrium am Gutenbergplatz
- Schenkendorfplatz (Heckinghausen, Lortzingstraße), geschlossen und ab 2015 mit Wohnhäusern bebaut
- Sportplatz Bromberger Straße, geschlossen und ab 2019 überbaut
- Sportplatz Nevigeser Straße, geschlossen und 2019/20 teilweise mit Discounter überbaut, eine neue Turnhalle in der Nähe ist als Ersatz geplant